# Fay Ajzenberg-Selove
Fay Ajzenberg-Selove (13 février 1926 – 8 août 2012) est une scientifique américaine en physique nucléaire. Elle est connue pour son travail expérimental portant sur la spectroscopie nucléaire d’éléments légers et pour sa revue annuelle de niveaux d’énergie des noyaux d’éléments légers.

## Jeunesse et éducation
Elle est née à Berlin sous le nom de Fay Ajzenberg le 13 février 1926 au sein d’une famille juive d’origine russe. Son père, Mojzesz Ajzenberg, a étudié à l’École des mines de Saint-Pétersbourg et est ingénieur minier. Sa mère, Olga Naiditch Ajzenberg, a fait ces études à l’Académie de musique de Saint-Pétersbourg. Elle est pianiste et mezzo-soprano. En 1919, la famille Ajzenberg quitte la Russie pour fuir la révolution qui s’y tient. Ils s’installèrent en Allemagne où le père de Fay Ajzenberg-Selove devient un riche banquier d’investissement.
La Grande Dépression cause la faillite de la famille et les oblige à déménager en France en 1930. Son père travaille maintenant comme ingénieur chimique dans l’usine de betterave sucrière de l’oncle de Fay Ajzenberg-Selove, Isaac Naididitch, à Lieusaint en France (département de Seine-et-Marne). Ajzenberg étudie au lycée Victor-Duruy à Paris et au sein du collège Sévigné. En 1940, la famille quitte Paris à la suite de l’invasion des nazis en France. Ils empruntent une route sinueuse passant par l’Espagne, le Portugal, la République dominicaine et Cuba avant de terminer leur long périple à New York en avril 1941,.
Ajzenberg gradue de l’école secondaire Julia Richman (en) en 1943. Son père encourage son intérêt pour l’ingénierie. Elle fréquente par la suite l’université du Michigan où elle devient amie avec le maintenant célèbre dictateur haïtien « Papa Doc », François Duvalier. Elle gradue en 1946 avec un baccalauréat en ingénierie où elle est la seule femme au sein de sa classe de 100 étudiants. Après avoir brièvement travaillé comme étudiante graduée à l’université Columbia et avoir enseigné à l’université de l'Illinois au campus de jetée Navy, elle entreprend un doctorat à l’université du Wisconsin-Madison.
Au Wisconsin, elle travaille avec le physicien nucléaire Hugh Richards qui étudie les énergies des réactions nucléaires et classifie les niveaux d’énergie des atomes légers. Elle découvre une méthode permettant de créer des cibles de lithium en convertissant le sulfate en un chlorure tout en formant un dépôt électrolytique sur la cible. Elle démontre également que les états excités de noyaux de bore ne sont pas séparés également comme les gens le croyaient à l’époque. Elle reçoit sa maîtrise en 1949 et son doctorat en physique en 1952. Sa thèse a pour titre : Energy levels of some light nuclei and their classification. qui signifie : « Niveaux d’énergie de quelques noyaux d’éléments légers et leur classification ».
Elle était athée.

## Carrière en physique
Elle fait un stage postdoctoral avec Thomas Lauritsen à l’Institut californien de technologie. Ensemble, ils écrivent la publication Energy Levels of Light Nuclei (se traduisant comme « Niveaux d’énergie de noyaux légers »). Il s’agit d’une compilation des meilleures recherches annuelles portant sur la structure nucléaire et sur la désintégration de noyaux d’atomes ayant un nombre de masse atomique A allant de 5 à 20.  Depuis 1973, Ajzenberg publie ces recueils par elle-même. Finalement, elle en publie 26 avant 1990, dont la majorité dans le journal Nuclear Physics. Ces publications sont appelées « Bible des scientifiques nucléaires ».
Diplômée, Ajzenberg devient chargée de cours au Collège Smith et chercheuse invitée à L’Institut californien de technologie. Par la suite, elle est engagée comme professeure adjointe de physique à l’université de Boston. Toutefois, le doyen diminue son salaire de 15 % lorsqu’il apprend qu’Ajzenberg est une femme. Elle refuse alors le poste jusqu’à ce que son salaire initial soit rétabli.
Tandis qu’elle est à l’université de Boston, elle fait la connaissance de Walter Selove, un physicien de l’université Harvard. Ils se marient en 1955. En 1962, Selove fait la découverte d’un méson à l’aide d’une chambre à bulles au laboratoire national de Brookhaven qu’il nomme le fayon (en) (f2) en l’honneur de sa femme. Ajzenberg-Selove et son mari sont honorés en 2005 par un symposium portant sur leurs travaux à l’université de Pennsylvanie. Selove décède en 2010.
Au cours des années 1960, Ajzenberg-Selove travaille au Collège Haverford où elle est la première femme ayant un poste à temps plein dans la faculté. En 1970, elle commence à enseigner à l’université de Pennsylvanie où Selove enseignait depuis 1957. En 1972, elle applique pour l’un des trois postes permanents disponibles au sein de cette université,. Elle n’est pas engagée. Les raisons mentionnées justifiant cette décision sont son âge et ces « publications de recherche inadéquates »,. Ajzenberg-Selove est pourtant seulement âgée de 46 ans et est plus fréquemment citée (en) que n’importe quel autre membre du département de physique mis à part le récipiendaire du prix Nobel J. Robert Schrieffer,. Elle est également présidente de la division de physique nucléaire de l’American Physical Society (la Société américaine de physique),.
Elle fait alors des plaintes auprès de la Commission pour l’égalité des chances en matière d’emploi (en) et auprès de la Commission des relations humaines de la Pennsylvanie. En 1973, il est ordonné à l’université de Pennsylvanie de donner une position de professeure permanente à Ajzenberg-Selove,. Elle devient ainsi la seconde professeure de sexe féminin au sein de l’École d’arts et sciences de l’Université,.

## Publications
En 1994, elle publie un mémoire : A Matter of Choices: Memoirs of a Female Physicist, soit « Une question de choix : Mémoires d'une physicienne ».

## Prix et distinctions
- Fellow, Association américaine pour l'avancement des sciences
- Fellow, Société américaine de physique
- Présidente, division de physique nucléaire de la Société américaine de physique (1973-1974)
- Prix pour son enseignement admirable, Fondation de Christian et Mary Lindbeck (1991)
- Médaille Nicholson pour Service humanitaire, Société américaine de physique (1999)
- Prix des anciens étudiants admirables, département de physique de l’université du Wisconsin (2001)
- Médaille nationale des Sciences (2007)[9],[10]